# Serena Cole
Serena Cole (26 de junio de 2004) es una deportista jamaicana que compite en atletismo, especialista en las carreras de velocidad. Ganó una medalla de plata en los Relevos Mundiales 2025, en la prueba de 4 × 100 m mixto.

## Palmarés internacional
| Relevos Mundiales | Relevos Mundiales | Relevos Mundiales | Relevos Mundiales |
| Año               | Lugar             | Medalla           | Prueba            |
| ----------------- | ----------------- | ----------------- | ----------------- |
| 2025              | Cantón (China)    | Medalla de plata  | 4 × 100 m mixto   |